# Cinnober

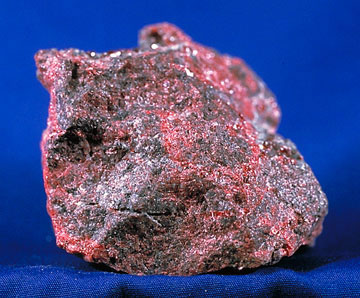
Cinnober

Cinnober (HgS; kvicksilversulfid) är en röd-orange mineral som använts som pigment. I ren form innehåller mineralet 86,2 procent kvicksilver. Cinnober används även för att framställa kvicksilver som man utvinner genom upphettning i luft, varvid det bildas metalliskt kvicksilver och svaveldioxid (SO2).
Kvicksilversulfid förekommer i tre olika modifikationer, varav en länge använts som pigment i sin naturliga form under samma namn, cinnober, men i en renare, syntetisk form kallat vermillion. Numera är dess användning förbjuden på grund av sin giftighet. De andra två modifikationerna är gråsvart metacinnabarit och svartröd hypercinnabarit.

## Egenskaper
Cinnober förekommer i naturen som ett mycket mjukt, koschenillrött mineral, med densitet 8,0–8,2. Brytningsindex  och dubbelbrytning är mycket hög. Det förekommer antingen som små kristaller eller som täta, korniga massor med färg från koschenillrött till blygrått. I finmalen form är dock pulvret betydligt ljusare.

## Förekomst
Cinnober finns i ådror i lera och sandsten på många ställen i Europa (Almadén i Spanien, Amiata i Italien, Idrija i Slovenien),  Amerika (Bolivia, Chile, Ecuador, Kanada, Mexiko, USA) och Kina.

## Användning
Cinnober är det viktigaste malmmineralet för framställning av kvicksilver. Det har endast i liten omfattning, i finmalen form, använts till målarfärg.

## Vetenskapshistorisk roll
Tolkningen av resultaten vid sönderdelningen av cinnober vid upphettning, till metalliskt kvicksilver under bildande av svaveldioxid, var central inom den pneumatiska kemin i övergången från flogistonteorin till modern kemi, med syre som grundämne, den så kallade kemiska revolutionen.